# Kalganskij rajon
Il Kalganskij rajon (in russo Калганский район?) è un municipal'nyj rajon del Territorio della Transbajkalia, nell'Estremo Oriente russo. Istituito il 8 dicembre 1942, ricopre una superficie di 3 232,6 chilometri quadrati e ha una popolazione di 5 945 abitanti; il centro amministrativo è il villaggio di Kalga. Il rajon è suddiviso in 11 comuni rurali.

## Geografia
Parte del confine con la Cina è segnato dal fiume Argun' la cui valle si trova nella parte orientale del distretto. Speroni dei monti della Nerča sono nel territorio.